# باشکیم آجدینی

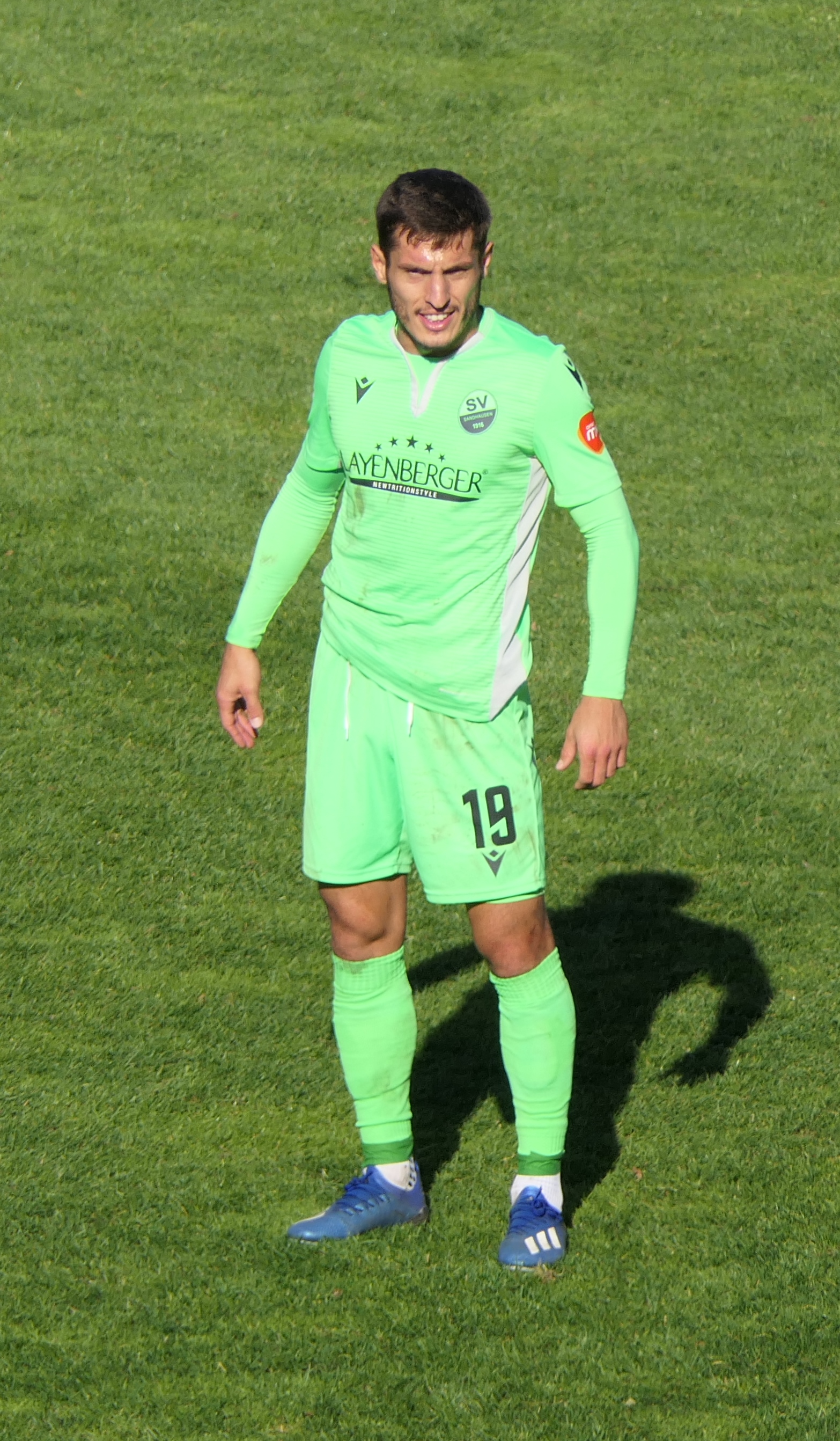
باشکیم آجدینی - ۲۰۲۱

باشکیم آجدینی (انگلیسی: Bashkim Ajdini؛ زادهٔ ۱۰ دسامبر ۱۹۹۲) بازیکن فوتبال اهل آلمان است.
از باشگاه‌هایی که در آن بازی کرده‌است می‌توان به باشگاه فوتبال اسنابروک و باشگاه فوتبال آرمینیا بیله‌فلد اشاره کرد.